# Gilówka
Gilówka (prononciation : [ɡiˈlufka]) est un village polonais de la gmina de Nowe Miasto nad Pilicą dans le powiat de Grójec de la voïvodie de Mazovie dans le centre-est de la Pologne.
Il se situe à environ 5 kilomètres au sud-ouest de Nowe Miasto nad Pilicą (siège de la gmina), 39 kilomètres au sud-ouest de Grójec (siège du powiat) et à 78 kilomètres au sud-ouest de Varsovie (capitale de la Pologne).
Le village possède approximativement une population de 20 habitants en 2006.

## Histoire
De 1975 à 1998, le village appartenait administrativement à la voïvodie de Radom.